# Русское подворье в Иерусалиме

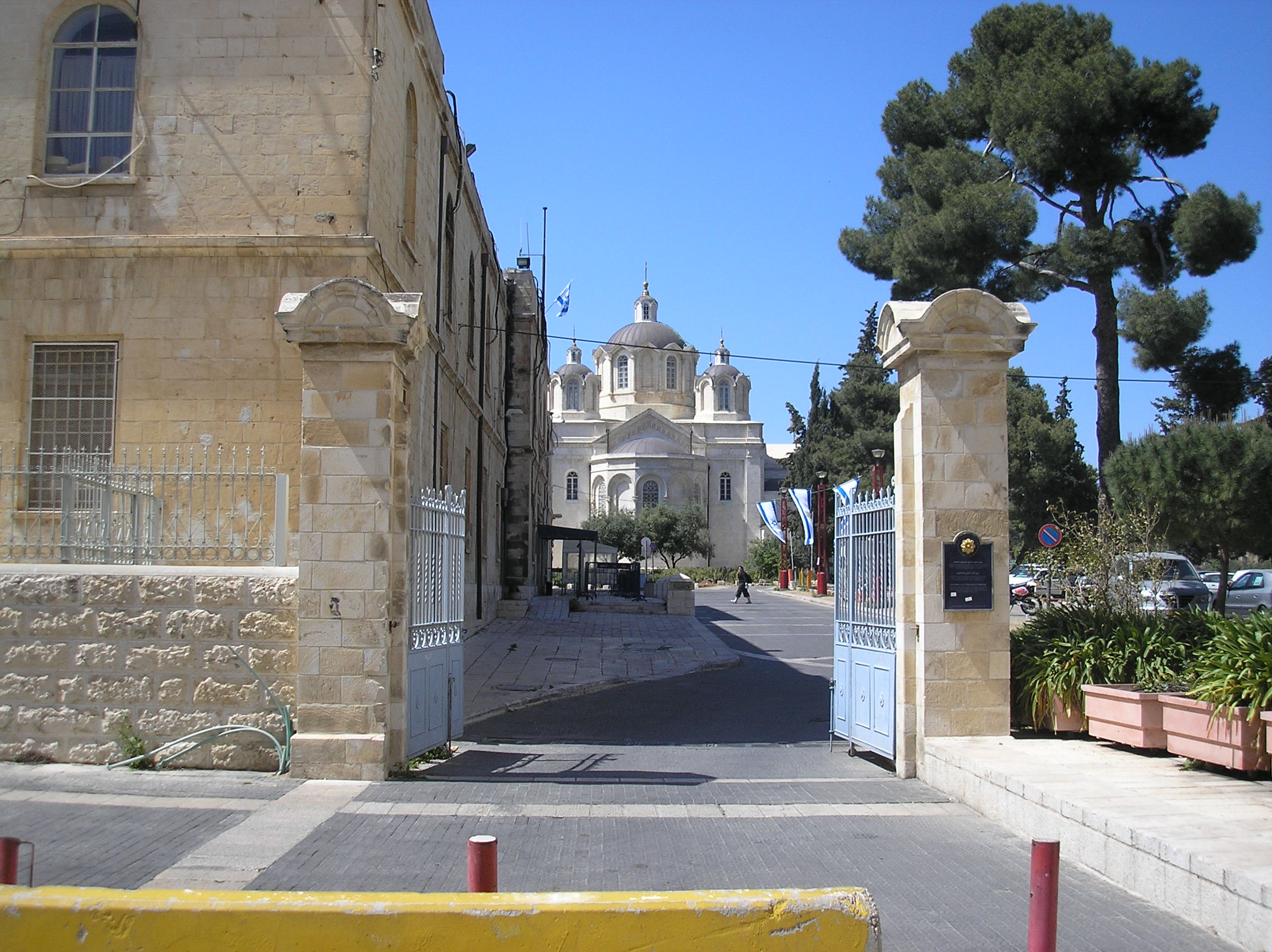
Сохранившиеся южные ворота Русских построек, вид с площади перед мэрией Иерусалима. Слева на снимке здание Русской духовной миссии Московского патриархата, на заднем плане — Свято-Троицкий собор

Ру́сское подво́рье или Ру́сские постро́йки (ивр. מִגְרַשׁ הָרוּסִים‎ — миграш ха-русим) — один из старейших районов в центре Иерусалима недалеко от Старого города, часть Русской Палестины. Здесь находятся Свято-Троицкий собор, Русская духовная миссия в Иерусалиме Московского патриархата и несколько подворий для приёма паломников. Общая площадь участка — 68000 м² (6.8 га).

## История
Построено в период с 1860-го по 1872-е годы усилиями Палестинского комитета для размещения и нужд русских православных паломников на Святой земле. По состоянию на 1872 год включало в себя: Троицкий собор, здание Русской духовной миссии, Елизаветинское и Мариинское подворья, здание Русской больницы и Российского Императорского консульства в Иерусалиме. В 1889 Елизаветинское и Мариинское подворья, Русская больница были переданы Императорскому православному палестинскому обществу, которое также расширяет Русское подворье своими самостоятельными проектами: в 1889 году строительством Нового (Сергиевского подворья) и в 1905 году строительством Николаевского подворья.
В 1964 году все здания Русского подворья, за исключением Свято-Троицкого собора, здания Русской духовной миссии и Сергиевского подворья, были проданы советским правительством государству Израиль по так называемой «Апельсиновой сделке». Законность сделки остается спорной. Идут переговоры о возвращении построек Русского подворья России.
В 2008 году Сергиевское подворье, которое занимало министерство сельского хозяйства Израиля и местное природоохранное общество, было возвращено России и передано Российскому правительству. Окончательно освобождено от арендаторов в августе 2012 года.

## Здания Русских построек

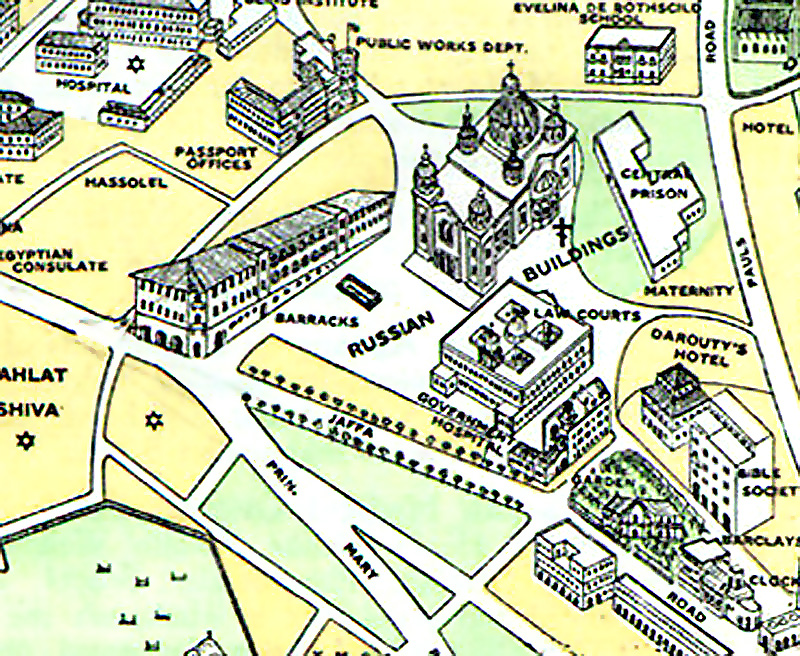
Карта Русских построек, 1930 год.

- Свято-Троицкий собор — главный храм Русской духовной миссии в Иерусалиме московского патриархата
- Русская духовная миссия Московского патриархата — часть здания занимает Мировой суд Иерусалима.
- Сергиевское подворье

невозвращённые здания
- Николаевское подворье — ныне полиция и управление картографии.
- Елизаветинское подворье — следственный изолятор Иерусалима.
- Мариинское подворье — ныне музей узников еврейского подполья, во времена Британского мандата было тюрьмой.
- Русская больница — ныне учреждения мэрии Иерусалима.
- Русское генконсульство — ныне учреждения мэрии Иерусалима.

## Галерея

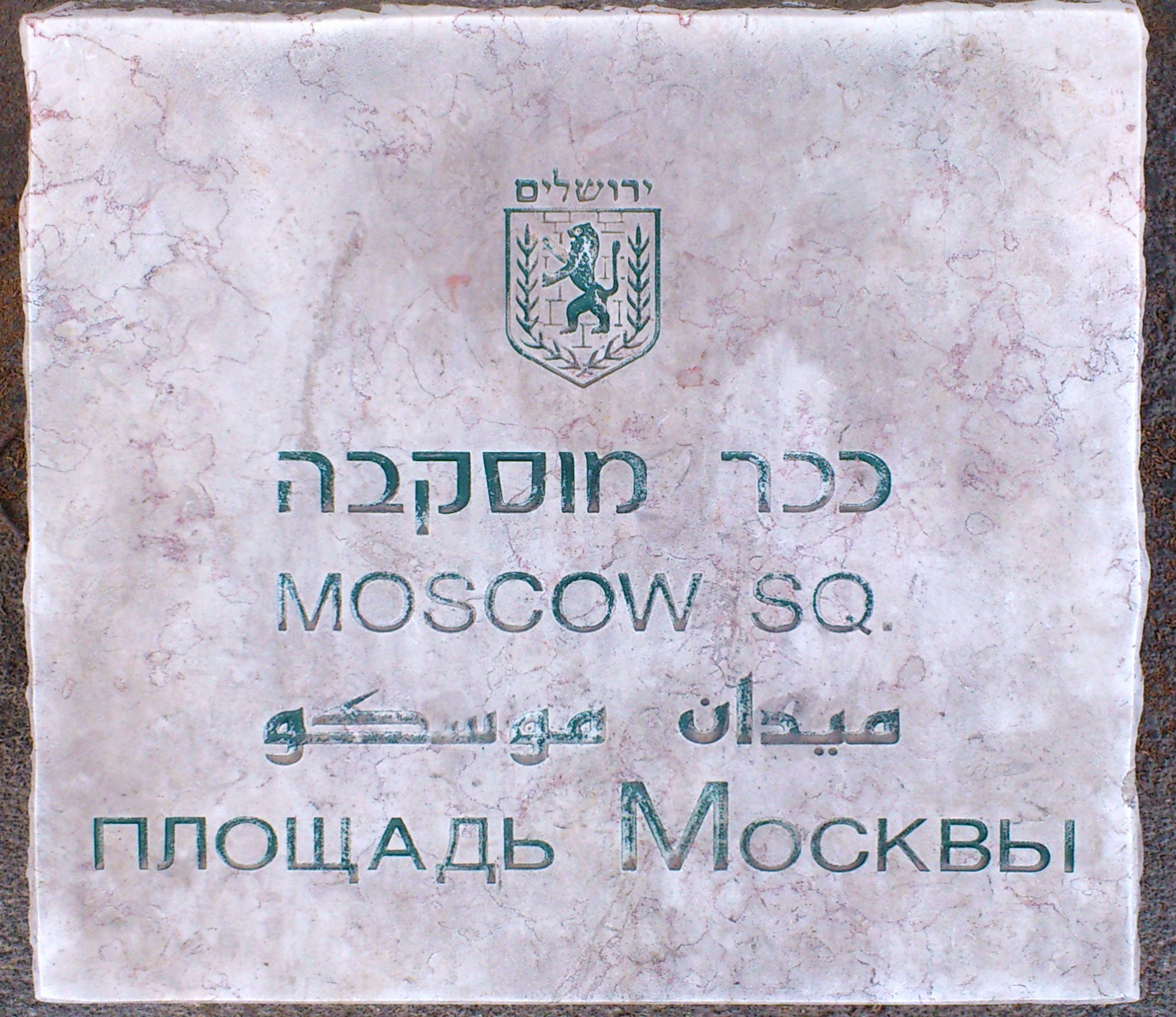
Московская площадь в Иерусалиме
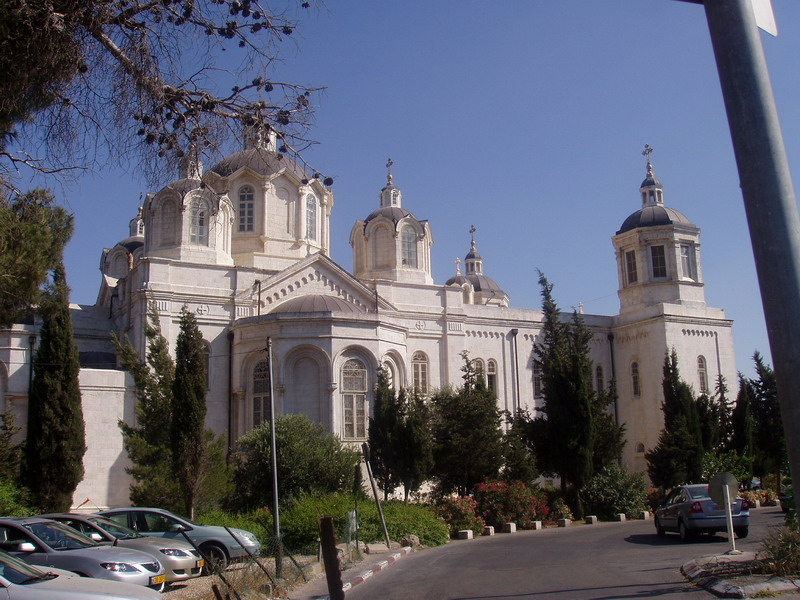
Свято-Троицкий собор
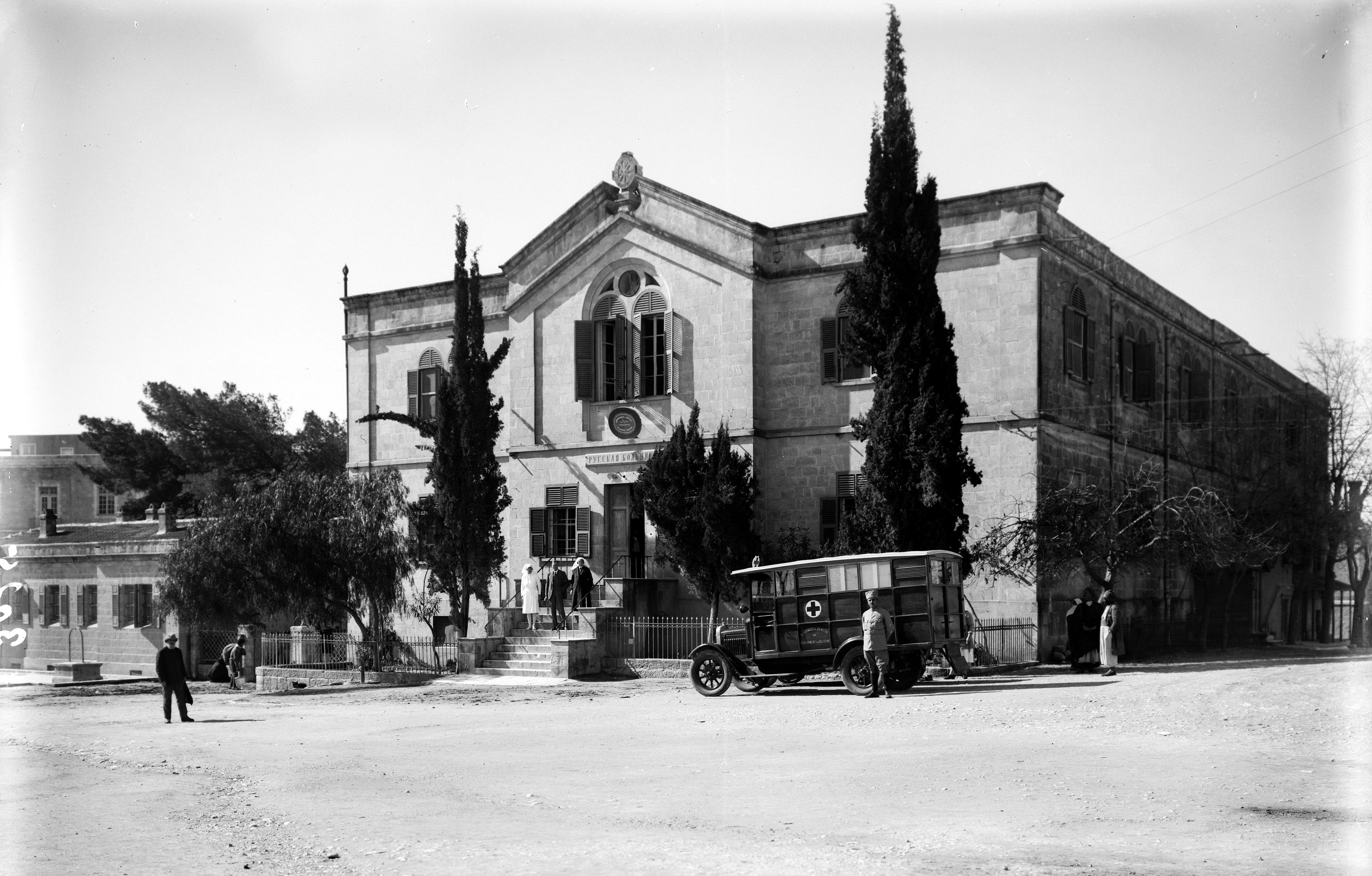
Русская больница
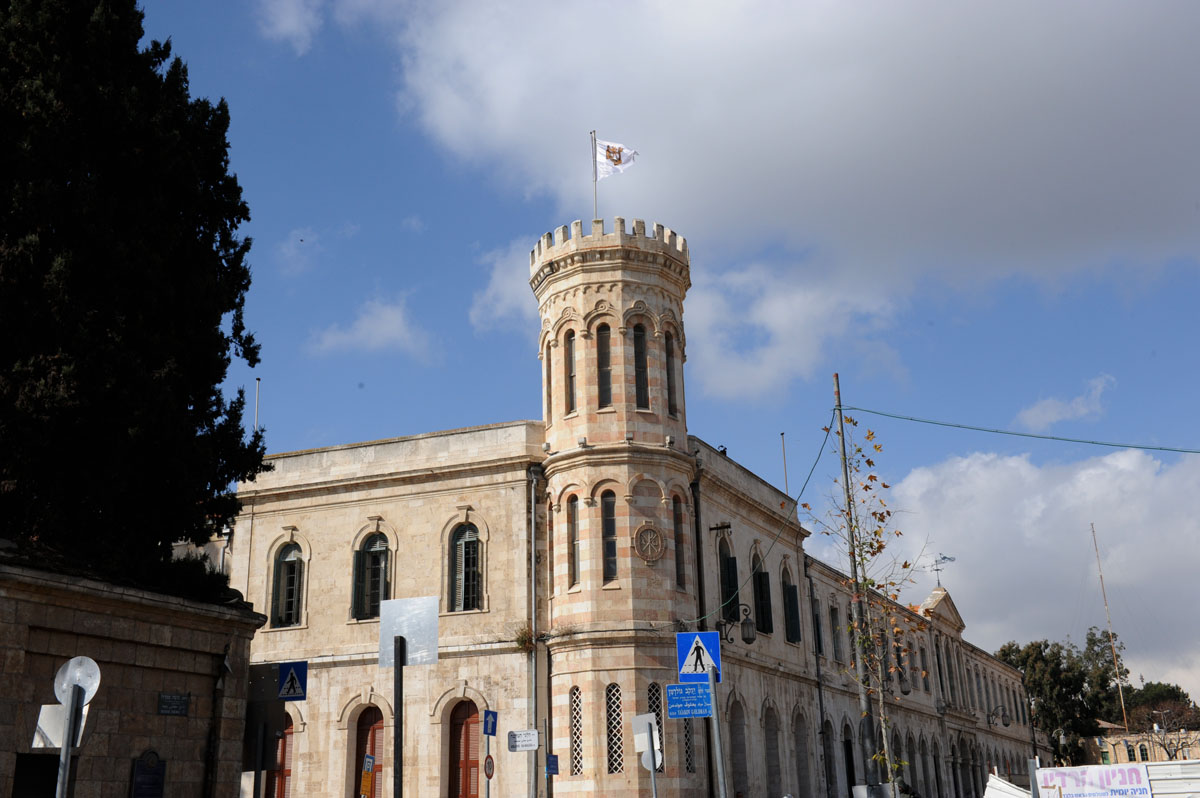
Сергиевское подворье в Иерусалиме. 2010 г.
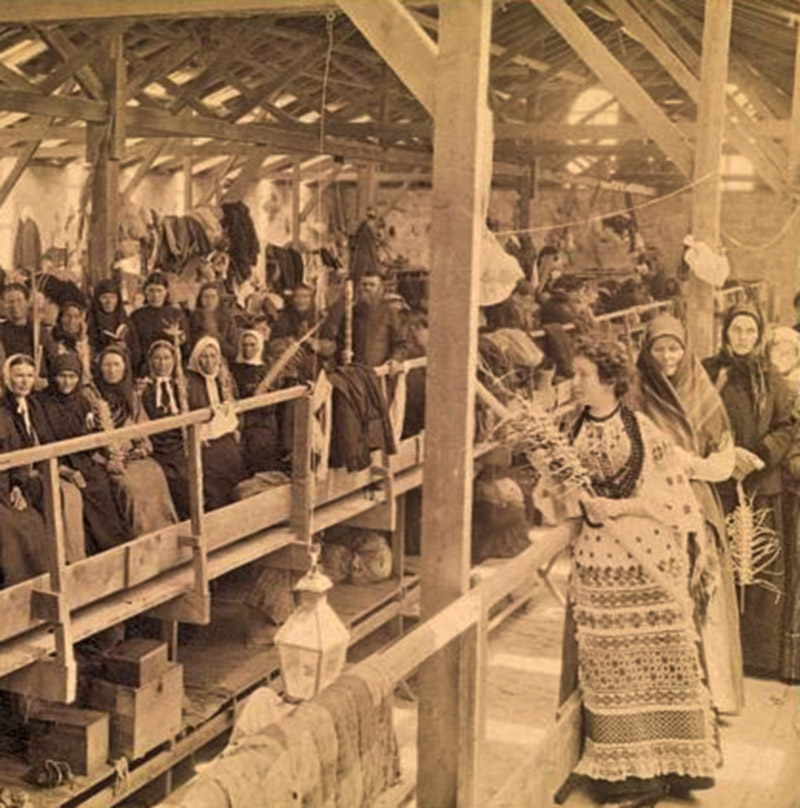
Русские паломники, 1860-е
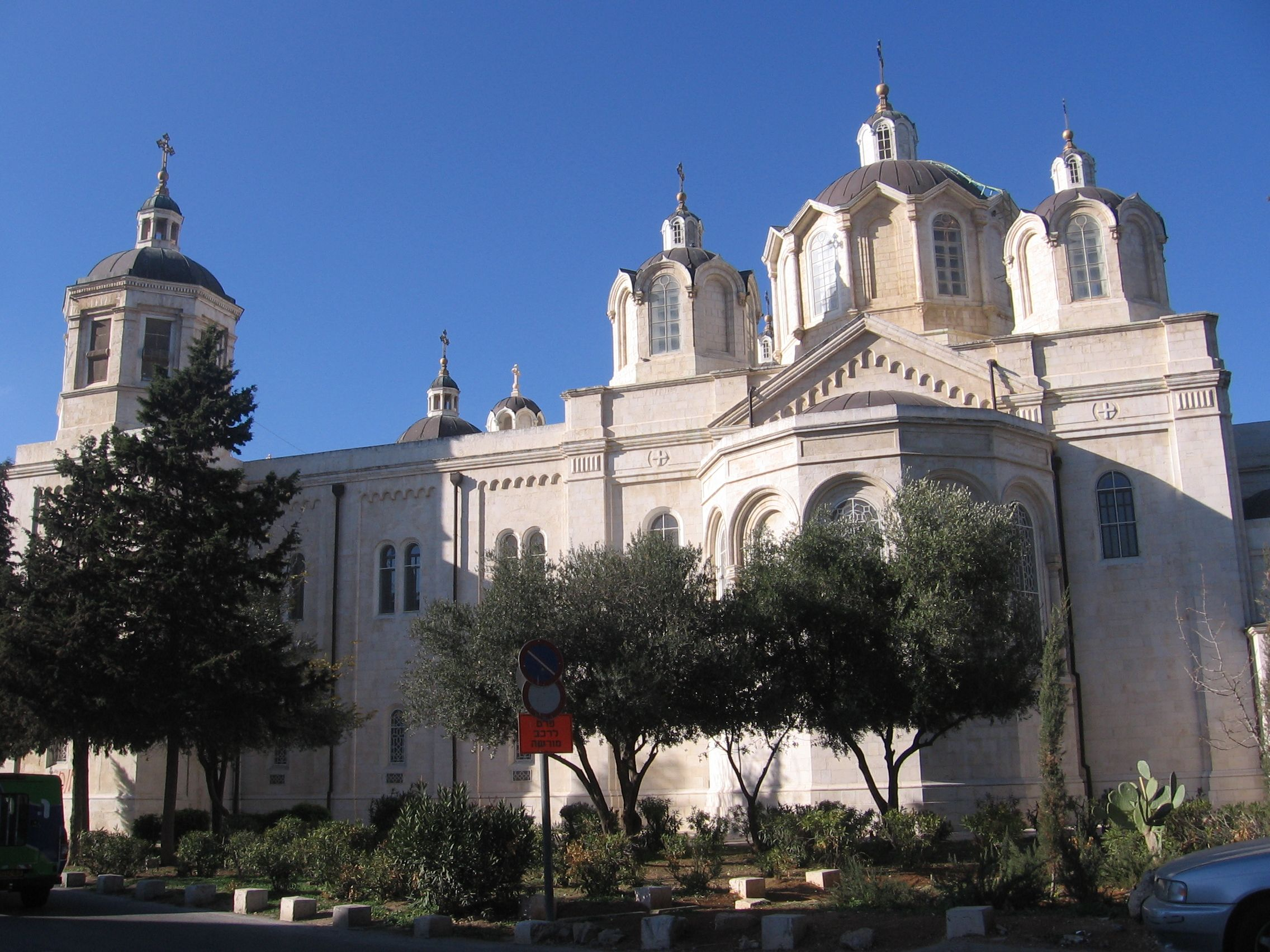
Свято-Троицкий собор в Русском подворье
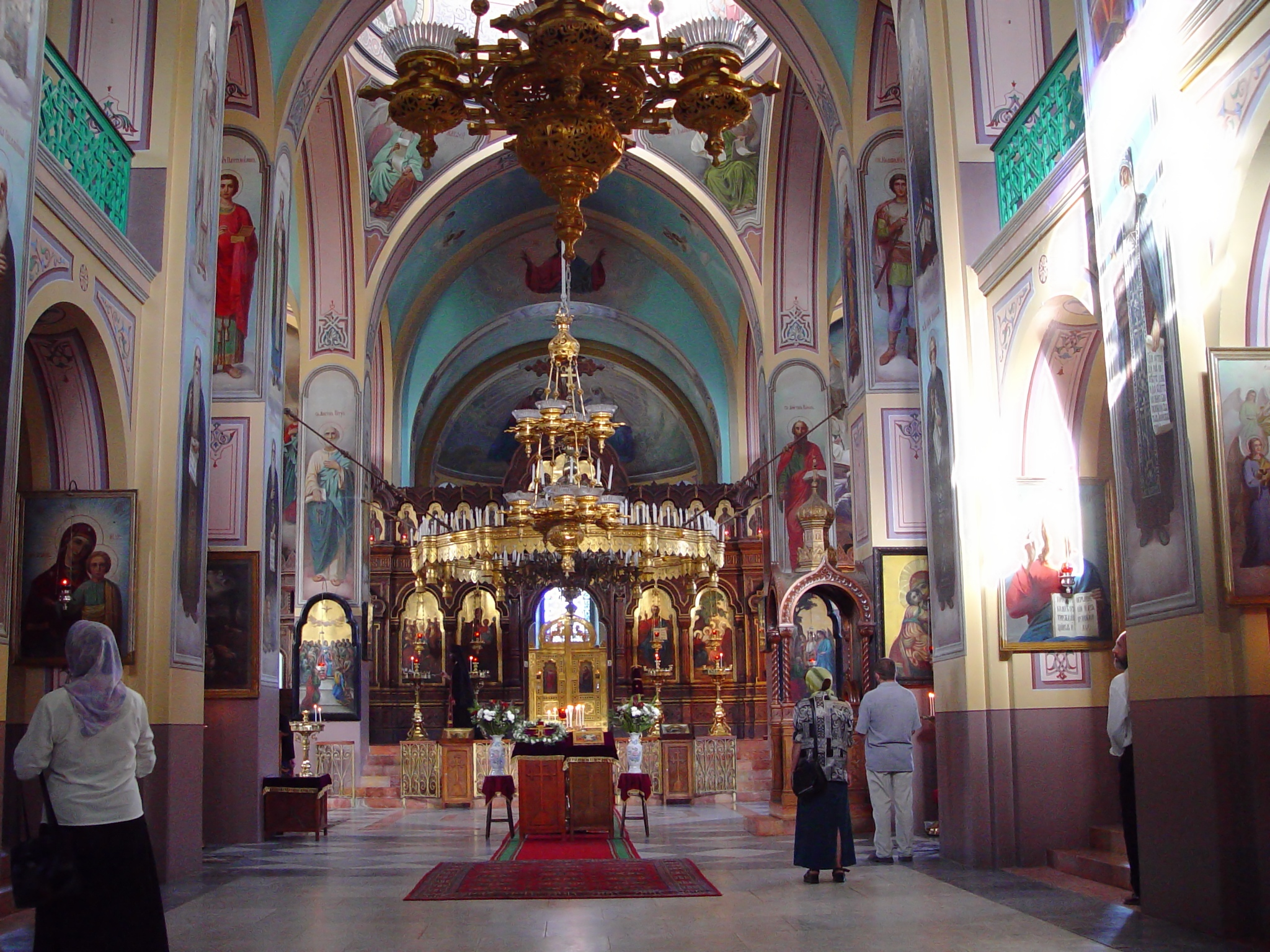
Свято-Троицкий собор в Русском подворье
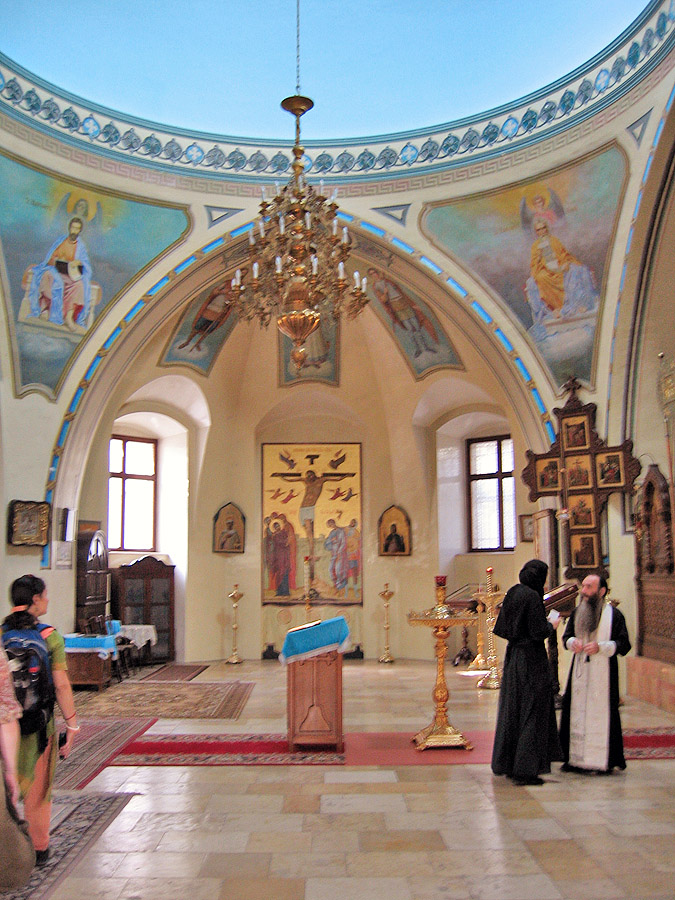
Церковь мученицы царицы Александры